# León Lasa Múgica
León Lasa Múgica (Beasáin, 17 de febrero de 1933-Sevilla, 18 de junio de 2003) fue un futbolista y entrenador español que jugaba como lateral izquierdo.

## Trayectoria
Comenzó sus andadas en el Club Atlético Malagueño o Málaga B. Posteriormente, en la temporada 53/54 subió al primer equipo donde estuvo una sola temporada anotando seis goles. Durante las siguientes siete temporadas, desde la 58/59 hasta la 64/65, jugó en el Real Betis Balompié, consiguiendo un ascenso a Primera División en la temporada 53/54 como campeón de Segunda División acompañado de Luis del Sol entre otros. Como entrenador dirigió al Cádiz, Alcoyano, Logroñés y Betis, al que ascendió en la 78/79 a Primera División con Rafael Gordillo en la plantilla.
A pesar de que vivió la mayoría de sus años fuera del País Vasco, siempre tuvo gran cariño a su tierra. Contrajo matrimonio con Marisa Fernández- Barrón y Tovar en Sevilla. Padre de León, Carmen y Elena, falleció en la ciudad que vio nacer a sus hijos. Hoy en día su hijo León, abogado de profesión y amante de la literatura, trabaja también como consejero del equipo que su padre subió a primera.